# Song 2
Song 2 és una cançó del grup de rock anglès Blur. És la segona cançó del seu cinquè àlbum d'estudi, que rep el mateix nom. El hook té crits de "woo-hoo!" del cantant Damon Albarn. Publicada l'abril de 1997, "Song 2" va arribar al número 2 a la UK Singles Chart, al número 4 a l'ARIA Charts d'Austràlia, i al número 6 a la Billboard Alternative Songs (anteriorment anomenada Billboard Modern Rock Tracks).
Als MTV Video Music Awards de 1997, "Song 2" estava nominada per a Millor Vídeo de Grup i Millor Vídeo Alternatiu. Als Brit Awards de 1998, la cançó estava nominada per Millor Senzill Britànic i Millor Vídeo Britànic. El desembre de 1998, els oients de BBC Radio 1 van votar "Song 2" com a quinzena millor cançó de tots els temps. L'octubre de 2011, NME la va classificar en el setanta-novè lloc a la seva llista de les 150 millors cançons dels últims 15 anys".
Blur va fer "Song 2" com a sàtira del grunge. Tanmateix, la cançó va ser el seu major èxit als Estats Units. La cançó s'ha inclòs sovint a la cultura popular, i va aparèixer per primera vegada en el videojoc FIFA: Road to World Cup 98.